# Кадхерин
Кадхерините (от "калций-зависими адхезивни молекули") са клас трансмембранни протеини тип 1. Те играят важна роля в клетъчната адхезия, осигурявайки свързването на клетките помежду им в тъканите. Зависими са от наличието на калциеви йони (Ca2 +), за да функционират, а оттам произхожда и името им.
Белтъчното суперсемейство на кадхерините включва кадхерини, протокадхерини, дезмоглеини и дезмоколини и други. В структурата си те споделят общите кадхеринови мотиви, които представляват извънклетъчни Ca2+-свързващи домени. Има множество класове кадхерини, обозначавани с префикс (като цяло отбелязва вида на тъканта, в която се свързва). Установено е, че клетки, съдържащи специфичен подтип кадхерини, са склонни да се свързват заедно, изключвайки други видове клетки, както в клетъчна култура, така и по време на развитието. Например клетки, съдържащи N-кадхерини, са склонни да се свързват с други N-кадхерини експресиращи клетки.

## Класификация
Делят се на следните подкласове:
| Подклас                                  | Пример                                                        |
| ---------------------------------------- | ------------------------------------------------------------- |
| Класически кадхерини                     | Тип I: Е-кадхерин, N-кадхерин, R-кадхерин Тип II: VE-кадхерин |
| Дезмозомални кадхерини                   | дезмоколин, десмоглеин                                        |
| Атипични кадхерини                       | Т-кадхерин, LI-кадхерин                                       |
| Прото-кадхерин                           | CNRs, AXPC, PAPC                                              |
| асоциирани с кадхерини сигнални протеини | FAT, Flamingo                                                 |